# Radka Štusáková
Radka Štusáková (Teplice nad Bečvou, 22 de agosto de 1972) es una deportista checa que compitió en judo. Ganó tres medallas de bronce en el Campeonato Europeo de Judo entre los años 1994 y 2001.

## Palmarés internacional
| Campeonato Europeo | Campeonato Europeo | Campeonato Europeo | Campeonato Europeo |
| Año                | Lugar              | Medalla            | Categoría          |
| ------------------ | ------------------ | ------------------ | ------------------ |
| 1994               | Gdańsk (Polonia)   | Medalla de bronce  | –66 kg             |
| 1998               | Oviedo (España)    | Medalla de bronce  | –63 kg             |
| 2001               | París (Francia)    | Medalla de bronce  | –63 kg             |